# 皮耶·塞利斯
皮耶·塞利斯（法語：Pierre Celis，法語發音：[pjɛʁ selis]，1925年5月21日—2011年4月9日）為比利時釀酒師與比利时白啤酒（Witbier）復興者。塞利斯於1966年在家鄉胡哈尔登創辦其第一個酒廠，挽回了比利時白啤酒銷聲匿跡的命運。

## 早年
1925年5月21日，塞利斯出生於在豪格登鎮廣場旁的家，成長過程一直在父親的奶牛牧場工作，但也會去鄰居湯辛(Louis Tomsin)的釀酒廠打工。湯辛釀製豪格登當地的特殊啤酒─白啤酒。

## 成為釀酒師
1955年，湯辛關了酒廠，白啤酒於豪格登消失。1965年，婚後當牛奶工的塞利斯開始釀酒。第一年，他在父親的穀倉用洗衣盆釀酒。後來塞利斯和父親借錢買下赫斯登－佐爾德爾一間廢棄酒廠的設備。1966年3月19日，塞利斯開了塞利斯酒廠，並釀製第一批豪格登白啤酒。1978年，塞利斯買下了“De Kluis”水廠和一間飲料工廠並將酒廠遷入，此酒廠即為克盧伊斯酒廠，1985年，酒廠遭遇嚴重火災，由於酒廠沒保險，塞利斯只好向時代啤酒（Stella Artois）售出45%股分以籌錢重建酒廠。1988年，在時代啤酒與皮耶伯夫啤酒（Piedboeuf）合併的國際釀酒（Interbrew）壓力下，塞利斯售出持股給國際釀酒的。
1992年，塞利斯在奧斯丁開了塞利斯酒廠（Celis Brewery），並交由女兒克莉絲汀管理。塞利斯酒廠之後被美樂啤酒（Miller）收購，最後轉售給密西根釀酒公司（Michigan Brewing Company）。塞利斯在密西根釀酒公司（Michigan Brewing Company）收購塞利斯酒廠後返回該酒廠協助維持啤酒品質。2011年4月9日，塞利斯去世。

## 外部連結
- 塞利斯的訃聞（荷蘭文） （页面存档备份，存于）
- 豪格登的皮耶·塞利斯與他的比利時白啤酒 （页面存档备份，存于）